# Manuel Sayrach i Fatjó dels Xiprers
Manuel Sayrach i Fatjó dels Xiprers   (Barcelona, 1928 - 3 de maig de 2020) fou un periodista i editor català, fill de l'arquitecte Manuel Sayrach i Carreras.

## Biografia
Amb el seu germà Miquel Àngel va reimpulsar l'Acadèmia de Llengua Catalana de la Congregació Mariana de Barcelona, fundada el 1891, des de la qual el 1964 va editar la revista L'Infantil, que més tard adoptà el nom de Tretzevents i va durar fins a l'any 2011.
El 1995 va rebre la Creu de Sant Jordi.

## Obres
- Pas a pas. Camí de l'alba (2007) ISBN 9788484159223